# الظريف والشهم والطماع (فلم)
الظريف والشهم والطماع فيلم كوميدي  من إخراج وسيناريو وحوار نور الدمرداش عام 1971 وهو مأخوذ من الفيلم الأمريكي «الأكثر، هو الأكثر مرحاً The More the Merrier» لعام 1943. الفيلم من بطولة أحمد مظهر ونادية لطفي وأمين الهنيدي  وتدور أحداثه حول المحرر وجيه الذي يستأجر شقة مناصفة مع المهندس أنور الهارب من الزواج.
صدر الفيلم إلى دور العرض المصرية في 31 مايو 1971.
منح موقع قاعدة بيانات الأفلام العربية «السينما.كوم» الفيلم درجة 4.6/ 10.

## أحداث الفيلم
يعمل وجيه البرانيطي (أمين الهنيدي) محرر بمجلة «الحقيقة المتحركة»، ومتزوج من بهية (كريمه مختار) وهو أب لثمانية من الأبناء والتاسع في الطريق. يسافر إلى الإسكندرية لقضاء إجازة الصيف ولا يجد مكاناً في أي فندق أو شقة مفروشة. يبذل وجيه جهدا مضنيا حتى يعثر على حجرة في شقة فتاة تدعى سنية (نادية لطفي) التي تسعى لتأجير نصف شقتها لعائلة تريد قضاء فترة الصيف، وتحاول كسب بعضا من المال يعينها على سداد ديون والدها (عز الدين إسلام) الذي توفي وتركها صغيرة في رعاية ابن خالته عبد الحفيظ إمام (عبد المنعم إبراهيم). يعمل عبد الحفيظ مديراً للدعاية في شركة «صابون فسفس»، ويسعى إلى الزواج من سنية وهو الذي يكبرها في العمر. يشترط عبد الحفيظ على سنية أن تسدد ديون والدها دون أن يساهم هو في مساعدتها على السداد.
ترفض سنية إستضافة وجيه البرانيطي في شقتها بدون عائلته، وتقوم سنية بإستشارة عبد الحفيظ الذي يوافق على إستضافة وجيه نظراً لكبر سنه. تفرض سنية قيوداً على وجيه في استعمال الشقة المشتركة بينهما، وتحدد مواعيد وتوقيتات لكل شيء. يحضر المهندس أنور (أحمد مظهر) ويطلب إيجار نصف الشقة وعندما تخبره سنية بأنه قد تم تأجيرها يشرح أنور لوجيه ظروفه، فهو مهندس الحصير الملون المستخدم في الديكور، وانه هارب من بلدته بالصعيد لرغبة أهله في تزويجه من ابنة عمه السمينة (أنجيل أرام)، كان عليه أن يختار بين الزواج أو القتل، وهو الرجل المضرب عن الزواج بعد أن بلغ 38 عاما من عمره. يتفهم وجيه حالة أنور ويؤجر له «نصف النصف» الذي يستأجره. ترفض سنية هذه المشاركة وتحاول طردهم من الشقة، ولكن وجيه يطالبها برد المبلغ الذي دفعه لها من الإيجار، وحيث أنها قد تصرفت في ذلك المبلغ، فتسمح لهم بالإقامة حتى نهاية المدة. وخلال تلك الإقامة تعجب سنية بأنور بعد أن لاحظت شهامته ورجولته عكس خطيبها عبد الحفيظ البخيل الطامع في أن يدعها تعمل بعد زواجهم ليستولى على راتبها. يحاول وجيه أن يدعم العلاقة العاطفية التي نشأت بين أنور وسنية، بينما يحاول أن يبعد عبد الحفيظ عنهم ليمنحها الفرصة للتقرب من أنور.
تحدث جريمة قتل سيدة وسرقة مصاغها وهي ساكنة الشقة المقابلة لشقة سنية، ويتهم أنور بالقاتل، ولكن سنية تسانده حتى تظهر براءته والقبض على القاتل (محمود المليجي). وتنتهي أحداث الفيلم بحضور بهيه وأولادها ليحتلوا شقة سنيه التي تركت عبد الحفيظ وتزوجت من أنور.

## اقتباس الفيلم
يعرض الفيلم حالة إقامة شخصين في نفس الغرفة المؤجرة  وهي الفكرة التي قدمها عام 1943 المخرج الأمريكي جورج ستيفنس  في فيلمه «الأكثر، هو الأكثر مرحاً» من بطولة جين آرثر وجول ماكراي، وأعاد تقديمها المخرج تشارلز والترز  عام 1966 في فيلم «امش لا تجري Walk, don’t run» من بطولة كاري جرانت وسامنتا اجار.

## طاقم التمثيل
- أحمد مظهر: في دور المهندس أنور (الهارب من زواج ابنة عمه)

- نادية لطفي: في دور نادية (الشابة صاحبة الشقة)

- أمين الهنيدي: في دور وجيه (محرر مجلة «الحقيقة المتحركة»)

- عبد المنعم إبراهيم: في دور عبد الحفيظ إمام (مدير دعاية شركة  «صابون فسفس»)

- كريمة مختار: في دور بهية (زوجة وجيه وأم الأبناء الثمانية)

- عز الدين إسلام: في دور والد سنية

- محمود المليجي: في دور القاتل

- أنجيل آرام: في دور ابنة عم المهندس أنور

بالاشتراك مع: حسين الشربيني - نبيلة السيد - سمير ولي الدين - سيد عبد الكريم - مراد سليمان - مدحت مرسي - أحمد أبو عبية - رجاء سراج - صافيناز الجندي - هدى زكي - ليلى جمال - عصام مصطفى - سميحة محمد - فؤاد فهمي - علي السيد - جمال حسني - فخري عازر - سيد عبد الله - سوزي خيري - نور الدمرداش.

## أغاني ورقصات الفيلم
- الصيف والهوى: كلمات عبد الرحمن الأبنودي - لحن إبراهيم رجب - غناء أمين الهنيدي.
- غندره: كلمات شريف المنياوي - لحن إبراهيم رأفت - غناء ليلى جمال.
- رقصة الغرام الملتهب: لحن إبراهيم رجب - تصميم حسن خليل - رقص سوزي خيري.

## وصلات خارجية
- مقالات تستعمل روابط فنية بلا صلة مع ويكي بيانات
- الظريف والشهم والطماع على موقع الدهليز
- الظريف والشهم والطماع على موقع كاروهات